# Volta à Grã-Bretanha
A Volta à Grã-Bretanha (oficialmente: OVO Energy Tour of Britain) é uma carreira ciclista profissional por etapas que se disputa na Grã-Bretanha.
Criou-se em 2004, mas é herdeira sobretudo da Milk Race que se disputava desde 1958 e de outras diferentes voltas à Grã-Bretanha que se disputaram desde 1945 ainda que a maioria delas de forma amador. A primeira edição desta foi de categoria 2.3 e desde a criação dos Circuitos Continentais da UCI em 2005 se integrou no UCI Europe Tour, primeiro na categoria 2.1 e a partir de 2014 ascendeu a 2.hc.
Nos últimos anos disputa-se coincidindo com o primeiro e segundo fim de semana do mês de setembro.
Está organizada por SweetSpot, mesmos organizadores que o The Women´s Tour (Tour da Grã-Bretanha feminino).
Em setembro 2022  Gonzalo Serrano ganhou geral Tour of Britain faltando concluir ultimas 3 etapas organizaçao da prova decidiu cancelar as ultimas 3 etapas devido ao falecimento da rainha Elizabeth II. Assim respeitando a imagem e memoria da acarinhada e respeitada e majestosa rainha Isabel II.

## Palmarés

### Primeiras carreiras
| Ano  | Nome               | Ganhador          | Segundo             | Terceiro        |
| ---- | ------------------ | ----------------- | ------------------- | --------------- |
| 1945 | Victory Marathon   | Robert Batot      | Geoff Clark         | Dennis Jaggard  |
| 1946 | Brighton-Glasgow   | Mike Peers        | Alex Hendry         | Jack Williams   |
| 1947 | Brighton-Glasgow   | George Kessock    | John Raines         | Len West        |
| 1948 | Brighton-Glasgow   | Tom Saunders      | Allan Howard Clarke | Norman Jones    |
| 1949 | Brighton-Glasgow   | Geoff Clark       | George Lander       | Tom Saunders    |
| 1950 | Brighton-Glasgow   | George Lander     | Ken Russell         | Edmond Pierre   |
| 1951 | Brighton-Glasgow   | Ian Greenfield    | Lawry Kitchen       | Bob Dykes       |
| 1951 | Butlin Tour        | Stan Blair        | Derek Buttle        | Bill Bellamy    |
| 1951 | Tour of Britain    | Ian Steel         | Alec Taylor         | Ian Greenfield  |
| 1952 | Brighton-Glasgow   | Bill Bellamy      | Len Wightman        | Anthony Smith   |
| 1952 | Tour of Britain    | Ken Russell       | Leslie Scale        | Bob Maitland    |
| 1953 | Tour of Britain    | Gordon Thomas     | Leslie Scale        | John Pottier    |
| 1954 | Tour of Britain    | Eugène Tamburlini | Brian Robinson      | Dave Bedwell    |
| 1954 | Circuit of Britain | Vivian Dances     | Derek Evans         | Brian Haskell   |
| 1955 | Tour of Britain    | Tony Hewson       | Ken Mitchell        | Richard Bartrop |
| 1955 | Circuit of Britain | Des Robinson      | Derek Evans         | Ray Holliday    |
| 1956 | Tour of Britain    | Richard McNeil    | Gil Taylor          | Rum Killey      |

### Milk Race
| Ano  | Ganhador               | Segundo               | Terceiro                  |
| ---- | ---------------------- | --------------------- | ------------------------- |
| 1958 | Richard Durlacher      | William Bradley       | Alfons Sweeck             |
| 1959 | William Bradley        | John Geddes           | Constant Dekeyser         |
| 1960 | William Bradley        | William Holmes        | Öve Adamsson              |
| 1961 | William Holmes         | Juan María Uribezubia | Warwick Dalton            |
| 1962 | Eugeniusz Pokorny      | William Holmes        | James Hinds               |
| 1963 | Peter Chisman          | Constantin Dumitrescu | José Ramón Goyeneche      |
| 1964 | Arthur Metcalfe        | Vicente López Carril  | Terry West                |
| 1965 | Leslie West            | Janusz Janiak         | John Bettinson            |
| 1966 | Józef Gawliczek        | Stanislav Tschepel    | Peter Abt                 |
| 1967 | Leslie West            | David Rollinson       | Stanislaw Demel           |
| 1968 | Gösta Pettersson       | Vladimir Sokolov      | Peter Doyle               |
| 1969 | Fedor den Hertog       | Popke Oosterhof       | Peter Buckler             |
| 1970 | Jiri Mainus            | Jozef Mikolaczik      | Mathieu de Konig          |
| 1971 | Fedor den Hertog       | Marcel Duchemin       | Josef Fuchs               |
| 1972 | Hennie Kuiper          | Marcel Duchemin       | Jerzy Zwirko              |
| 1973 | Piet van Katwijk       | Bernt Johansson       | Fedor den Hertog          |
| 1974 | Roy Schuiten           | Ryszard Szurkowski    | Tord Filipsson            |
| 1975 | Bernt Johansson        | Vladimir Vondracek    | Tord Filipsson            |
| 1976 | Bill Nickson           | Joe Waugh             | Sven-Åke Nilsson          |
| 1977 | Saïd Gusseïnov         | Alf Segersäll         | Paul Carbutt              |
| 1978 | Jan Brzeźny            | Lennart Fagerlund     | Bob Downs                 |
| 1979 | Iuri Kachirin          | Janusz Pozak          | Hynek Dvořáček            |
| 1980 | Ivan Mitchenko         | Ramazan Galaletdinov  | Serguei Soukhoroutchenkov |
| 1981 | Sergei Krivocheev      | Andrei Vedernikov     | Zbigniew Szczepkowski     |
| 1982 | Iuri Kachirin          | Oleg Logvin           | Oleg Petrovich Chuzhda    |
| 1983 | Matt Eaton             | Stefan Brykt          | Malcolm Elliott           |
| 1984 | Oleg Petrovich Chuzhda | Stefan Brykt          | Kjell Nilsson             |
| 1985 | Eric Van Lancker       | Roy Knickman          | Paul Watson               |
| 1986 | Joey McLoughlin        | Malcolm Elliott       | Shane Sutton              |
| 1987 | Malcolm Elliott        | Alexandre Zinoviev    | Miroslav Sýkora           |
| 1988 | Vassili Zhdanov        | Peter Přikryl         | Steve Jones               |
| 1989 | Brian Walton           | Keith Reynolds        | Olaf Lurvik               |
| 1990 | Shane Sutton           | Rob Holden            | Miroslav Vaišiček         |
| 1991 | Chris Walker           | Simeon Hampsall       | Keith Reynolds            |
| 1992 | Henry Conor            | Willy Willems         | Peter Verbeken            |
| 1993 | Chris Lillywhite       | Ole Sigurd Simensen   | Daniel Kovar              |

### Kellogg's Tour
| Ano  | Ganhador            | Segundo            | Terceiro           |
| ---- | ------------------- | ------------------ | ------------------ |
| 1987 | Joey McLoughlin     | Steven Rooks       | Sergio Finazzi     |
| 1988 | Malcolm Elliott     | Joey McLoughlin    | Sean Kelly         |
| 1989 | Robert Millar       | Mauro Gianetti     | Remig Stumpf       |
| 1990 | Michel Dernies      | Robert Millar      | Maurizio Fondriest |
| 1991 | Phil Anderson       | Rudy Verdonck      | Heinz Imboden      |
| 1992 | Maximilian Sciandri | Adrie van der Poel | Hendrik Redant     |
| 1993 | Phil Anderson       | Wladimir Belli     | Bo André Namtvedt  |
| 1994 | Maurizio Fondriest  | Viacheslav Ekimov  | Olaf Ludwig        |

### Prudential Tour
| Ano  | Ganhador       | Segundo        | Terceiro           |
| ---- | -------------- | -------------- | ------------------ |
| 1998 | Stuart O'Grady | Chris Boardman | Dariusz Baranowski |
| 1999 | Marc Wauters   | Benoit Joachim | Bjørnar Vestøl     |

### Volta à Grã-Bretanha
| Ano  | Vencedor                  | Segundo                    | Terceiro           |
| ---- | ------------------------- | -------------------------- | ------------------ |
| 2004 | Mauricio Ardila           | Julian Dean                | Nick Nuyens        |
| 2005 | Nick Nuyens               | Michael Blaudzun           | Javier Cherro      |
| 2006 | Martin Pedersen           | Luis Pasamontes            | Filippo Pozzato    |
| 2007 | Romain Feillu             | Adrián Palomares           | Luke Roberts       |
| 2008 | Geoffroy Lequatre         | Steve Cummings             | Ian Stannard       |
| 2009 | Edvald Boasson Hagen      | Christopher Sutton         | Martin Reimer      |
| 2010 | Michael Albasini          | Borut Božič                | Greg Henderson     |
| 2011 | Lars Boom                 | Steve Cummings             | Jan Bárta          |
| 2012 | Nathan Haas               | Damiano Caruso             | Leigh Howard       |
| 2013 | Bradley Wiggins           | Martin Elmiger             | Simon Yates        |
| 2014 | Dylan van Baarle          | Michał Kwiatkowski         | Bradley Wiggins    |
| 2015 | Edvald Boasson Hagen      | Wout Poels                 | Owain Doull        |
| 2016 | Steve Cummings            | Rohan Dennis               | Tom Dumoulin       |
| 2017 | Lars Boom                 | Edvald Boasson Hagen       | Stefan Küng        |
| 2018 | Julian Alaphilippe        | Wout Poels                 | Primož Roglič      |
| 2019 | Mathieu van der Poel      | Matteo Trentin             | Jasper De Buyst    |
| 2021 | Wout van Aert             | Ethan Hayter               | Julian Alaphilippe |
| 2022 | Gonzalo Serrano Rodríguez | Thomas Pidcock             | Omar Fraile        |
| 2023 | Wout van Aert             | Tobias Halland Johannessen | Damien Howson      |
| 2024 | Stephen Williams          | Oscar Onley                | Tom Donnenwirth    |

## Palmarés por países
Só se indicam os da Volta à Grã-Bretanha.
Actualizado após edição de 2023
| País          | Vitórias |
| ------------- | -------- |
| Países Baixos | 4        |
| França        | 3        |
| Bélgica       | 3        |
| Noruega       | 2        |
| Reino Unido   | 2        |
| Dinamarca     | 1        |
| Colômbia      | 1        |
| Suíça         | 1        |
| Austrália     | 1        |
| Espanha       | 1        |